# Kalser Tauern
Der Kalser Tauern (auch Kalser Törl oder Stubacher Tauern) ist ein 2515 m ü. A. hoher Gebirgspass über den Alpenhauptkamm in den Hohen Tauern. Auf der Passhöhe verläuft die Grenze zwischen Osttirol und dem Land Salzburg.
Der Kalser Tauern liegt zwischen dem Tauernkogel (2683 m) und dem Medelzkopf (2761 m) und trennt die Granatspitzgruppe von der Glocknergruppe. Als Verbindung zwischen dem Kalser Dorfertal und dem Stubachtal stellte der Kalser Tauern jahrhundertelang eine wichtige Verbindung zwischen Osttirol und dem Pinzgau dar.
Erreichbar ist der Kalser Tauern von Osttirol über das Kalser Tauernhaus, vom Pinzgau aus über die Rudolfshütte am Weißsee.

## Geschichte
Heute hat der Kalser Tauern keine besondere verkehrstechnische Bedeutung mehr. Er kann sowohl vom Stubachtal, wie auch vom Kapruner Tal über das Kapruner Törl (2639 m) erreicht werden. Der Kalser Tauern erschließt beiden Tälern den Weg ins Kalser Tal, darüber hinaus nach Osttirol.
Inwieweit der Kalser Tauern in römischer und vorrömischer Zeit genutzt wurde, ist unklar, eine gewisse Begehung, bei entsprechenden Wegverhältnissen, muss aber vorgelegen haben. Kaum anders ist eine Legende aus dem Frühmittelalter zu erklären, die vom heiligen Rupertus spricht, der höchstpersönlich in karolingischer Zeit über die Kalser Tauern zog, um Pfarreien in Kals und Matrei zu gründen. Da zu dieser Zeit große Teile der Alpen und auch der Tauern recht entvölkert und verwaist waren, spricht diese Legende für einen ausreichenden Bestand an Zivilisation entlang des Kalsertauernweges. Immerhin mussten kundige Führer vorhanden sein, und zumindest auch ein leidlicher Weg.
Eine größere Bedeutung bekam der Kalser Tauern auch nicht im Mittelalter, vielmehr stand er immer im Schatten anderer Tauernpässe. Während der Kapruner Weg allenfalls lokal genutzt wurde, weist der Stubacher Weg eine nennenswerte regionale Nutzung auf. Kalser Salzträger, die bei Stubacher Bauern Salz kauften bzw. es gegen Vieh oder Getreide eintauschten, waren dabei die hauptsächlichen Träger des Verkehrs. Der Saumweg, der von den Salzträgern dabei genutzt wurde, entstammte wohl dem späten Mittelalter und war wohl kaum mehr als ein Naturpfad, dessen gefährlichste Stellen man durch geringfügigen, aber unplanmäßigen Ausbau entschärfte. Eine Praxis, die seinerzeit an den meisten Pässen die Regel war. So wird in einen Dokument aus dem Jahre 1669 auch ernüchternd berichtet, dass der Weg dermaßen grob und gefährlich sei, dass das Salz mit keinem Pferd nit herüber zu bringen war. Ein anderes Dokument aus dem folgenden Jahr erklärt, dass die Waren auf den Rücken von Trägern transportiert werden mussten, da ein Vorankommen mit Pferden unmöglich war.
Die Wegverhältnisse entsprachen weder dem Verkehr, noch den ohnehin geringen Verkehrsbedürfnissen. Wegverbesserungen, die im 16. Jahrhundert stattgefunden haben sollen, waren, wenn überhaupt, nur oberflächlicher Natur. Auf der Tiroler Seite gab es mehrere Projekte für die Anlage eines neuen Saumweges, etwa 1576 und 1630. Kurz nach dem Bau der modernen Tauernstraße, wollte man 1770 auch über den Kalser Tauern eine Fahrstraße bauen. Mittlerweile war der Kalser Tauern längst in Bedeutungslosigkeit verfallen und man hoffte mit diesen Projekt, die einst wichtige Passroute wieder aufzuwerten. All diese Versuche waren ergebnislos, nicht eines kam zur Ausführung und der Pass blieb bedeutungslos. Nicht viel anders war es, als nach dem Ersten Weltkrieg kurzzeitig ein Straßenbauprojekt zur Diskussion stand.